# Horikawaea phyllogonioides
Horikawaea phyllogonioides là một loài rêu trong họ Pterobryaceae. Loài này được (Sull.) Nog. mô tả khoa học đầu tiên năm 1961.